# Lista över fornlämningar i Östhammars kommun
Lista över fornlämningar i Östhammars kommun är en förteckning av ett urval av de fornlämningar som finns i Östhammars kommun.

## Alunda
Se Lista över fornlämningar i Östhammars kommun (Alunda)

## Börstil
Se Lista över fornlämningar i Östhammars kommun (Börstil)

## Dannemora
Se Lista över fornlämningar i Östhammars kommun (Dannemora)

## Ekeby
Se Lista över fornlämningar i Östhammars kommun (Ekeby)

## Film
Se Lista över fornlämningar i Östhammars kommun (Film)

## Forsmark
Se Lista över fornlämningar i Östhammars kommun (Forsmark)

## Gräsö
| Namn                     | Lämningstyp                      | Tillkomsttid | Historisk indelning | Plats | Läge                 | ID-nr          | Bild                                 |
| ------------------------ | -------------------------------- | ------------ | ------------------- | ----- | -------------------- | -------------- | ------------------------------------ |
| Ryssaltaret? (Gräsö 5:1) | Minnesmärke                      |              | Gräsö, Uppland      |       | 60.346653, 18.464053 | 10023200050001 | Ladda upp en bild av detta fornminne |
| Gräsö 15:1               | Husgrund, historisk tid          |              | Gräsö, Uppland      |       | 60.340092, 18.474297 | 10023200150001 | Ladda upp en bild av detta fornminne |
| Gräsö 21:1               | Ristning, medeltid/historisk tid |              | Gräsö, Uppland      |       | 60.309258, 18.528475 | 10023200210001 | Ladda upp en bild av detta fornminne |
| Gräsö 29:1               | Hällristning                     |              | Gräsö, Uppland      |       | 60.359335, 18.483896 | 10023200290001 | Ladda upp en bild av detta fornminne |
| Gräsö 33:1               | Begravningsplats                 |              | Gräsö, Uppland      |       | 60.438870, 18.410344 | 10023200330001 | Ladda upp en bild av detta fornminne |

## Harg
Se Lista över fornlämningar i Östhammars kommun (Harg)

## Hökhuvud
Se Lista över fornlämningar i Östhammars kommun (Hökhuvud)

## Morkarla
Se Lista över fornlämningar i Östhammars kommun (Morkarla)

## Skäfthammar
Se Lista över fornlämningar i Östhammars kommun (Skäfthammar)

## Valö
Se Lista över fornlämningar i Östhammars kommun (Valö)